# Michael Ellis
Michael F. Ellis (Ciudad de Panamá, Panamá; 12 de mayo de 1959-Charlotte, Estados Unidos; 6 de diciembre de 2014) fue un productor musical panameño conocido por ser el fundador de la discográfica New Creation Enterprises, junto con el empresario de origen judío David Uriel. Creada en 1987, su sede se ubicaba en el número 47 de Charles Street, Manhattan, New York. A través de este sello se impulsaron las carreras de artistas como El General, Smoothe da Hustler,Pesos, Tricky, Oscar El Profeta, Calito Soul, Howie Irie y Killer Ranks. Michael Ellis, al igual que el productor jamaiquino Karl Miller, es uno de los pioneros de los géneros reggae en español y dancehall en español desde la ciudad de Nueva York.
Entre sus producciones destacadas figuran temas de El General como “El gran pana”(adaptación de "Don dada" de Super Cat), “El maestro”, “Son Bow”(adaptación de "Dem bow" de Shabba Ranks), “Buduff Kun Kun”, “Te ves buena”(adaptación de "Gal yuh good" de Shabba Ranks), “La quemé”(adaptación de "My weapon" de Ninjaman), “El pare”(adaptación de "The Stopper" de Cutty Ranks), “No más guerra”(adaptación de "Ca'an dun" de Shabba Ranks), “Wine Your Body”, “Cross The Border”, “Caramelo”, “Mermaid Body” (a dúo con el rapero Pesos) y “Do That To Me One More Time” así como “Killing You Suave” de Killer Ranks en asociación con Warner Bros.
El tema "Son bow" de El General estaba basado en "Dem bow" del cantante jamaiquino Shabba Ranks y al igual que "Ellos Benia" de Nando Boom   , que también era un cover de "Dem bow", tenían el patrón rítmico base creado por Steely & Clevie, aunque interpretado por el instrumentalista Dennis The Menace (Dennis Halliburton), el cual daría origen al reguetón. Otro corte similar con el mismo patrón rítmico era "Hombre murió" de Killer Ranks, el cual era un cover de "Nuff man a dead" del también jamaiquino Super Cat.  

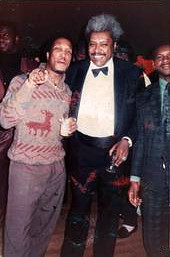
Michael Ellis y Don King.

## Historia
Michael Ellis llegó a los Estados Unidos en 1978 gracias a una beca para jugar baloncesto en la UCLA. Debido a motivos personales, abandonó la universidad, enfocándose en varios proyectos creativos. Al fundar su sello disquero, incorporó una amplia gama de influencias musicales, fusionando elementos de la música caribeña en sus producciones.
En 1990, con el objetivo de llevar su música a un público internacional, Michael Ellis estableció una colaboración con el sello puertorriqueño Prime Records. Para 1991 New Creation Enterprises, en conjunto con Prime Records, permitió a Ellis convertirse en el primer productor en llevar el reggae en español a Puerto Rico, impulsando de manera significativa el posterior desarrollo del reggaetón en la isla. Entre los títulos destacados estuvieron “Yo quiero un amor” de Oscar El Profeta, “Inglés y español” de Howie Irie, “Te ves buena” y “Tu pum pum” de El General y “Hombre murió” de Killer Ranks.
Este esfuerzo fue apoyado por un equipo clave de colaboradores entre los que se destacaron Nando Alvarechi, Luis Pisterman (exvicepresidente de WEA Latina), Jesús López (exvicepresidente de Latin North America en BMG International), Héctor Marcano y Freddy Beras-Goico. Todos contribuyeron a la consolidación del reggae en español, siendo fundamentales en la exposición y comercialización internacional del género durante sus primeros años de desarrollo.  
Bajo la producción de Michael Ellis, El General alcanzó importantes reconocimientos internacionales, incluyendo la Gaviota de Plata en el Festival Internacional de la Canción de Viña del Mar en Chile, uno de los más altos honores de la música latina. Además, el video de la canción producida por Ellis, "Muévelo", llevó a El General a ganar el MTV Video Music Award – International Viewer's Choice en 1992.y también fue distinguido con el Premio lo Nuestro 1992 y 1993.
Desde el lanzamiento del álbum "Es Mundial" de El General en 1994, su nombre dejó de figurar en los créditos de las producciones del artista que le brindó sus mayores éxitos artísticos. 
De acuerdo con Ellis: "...cuando nació mi hijo, tuve que ponerme serio. Viste mi sello cuando llegaste a la ciudad de Nueva York. ¡Lo llamé New Creation en honor a mi hijo y tenía el logo de una cigüeña cargándolo en la tarjeta de presentación! Sin embargo, todo se vino abajo rápidamente debido a algunas estupideces. No hay nada como el momento en que la gente siente que ya no te necesita".-The Journey an Internship in Urban Activism, Music Videos: Zombie and Bad Syne, and a Study of Afro-Panamanian Identity & the Reggaetón Music Movement Lisa Spencer, University of Wisconsin-Milwaukee.  
En 1998, Michael Ellis, junto a su hijo Kazey Ellis y el bajista jamaiquino Derrick Barnett, produjo The Best of Spanglish Reggae Vol. 1 bajo el sello Istmo Music Entertaiment. Este álbum de dancehall incluyó a intérpretes tanto en inglés como en español con el objetivo de hacer el disco más atractivo para una audiencia diversa.
Al final de su carrera produjo artistas de R&B, Hip-Hop, Dancehall, Salsa e incluso un par de temas Dubstep en colaboración con su hijo Kazey Ellis. Curiosamente, solo participó en la producción de un tema del género reguetón en la década de los 2000, periodo en el cual dicho género musical experimentaba su apogeo. Se trató de un remake de "Yo quiero un amor", interpretado ahora por D. Jones (apodado The General) y Claudio Rock.  

En esta misma década, Ellis se atribuyó haber creado la palabra Reggaetón.   

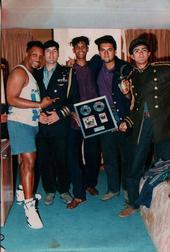
Michael Ellis y El General ganan “La Gaviota de Plata” en el Festival de la Canción de Viña del Mar, en Chile.

Murió el 6 de diciembre de 2014 en Estados Unidos debido a problemas cardiopulmonares. Sus restos fueron posteriormente trasladados a Panamá, siendo enterrado en el Jardín de Paz.[cita requerida]